# Limonada suíça

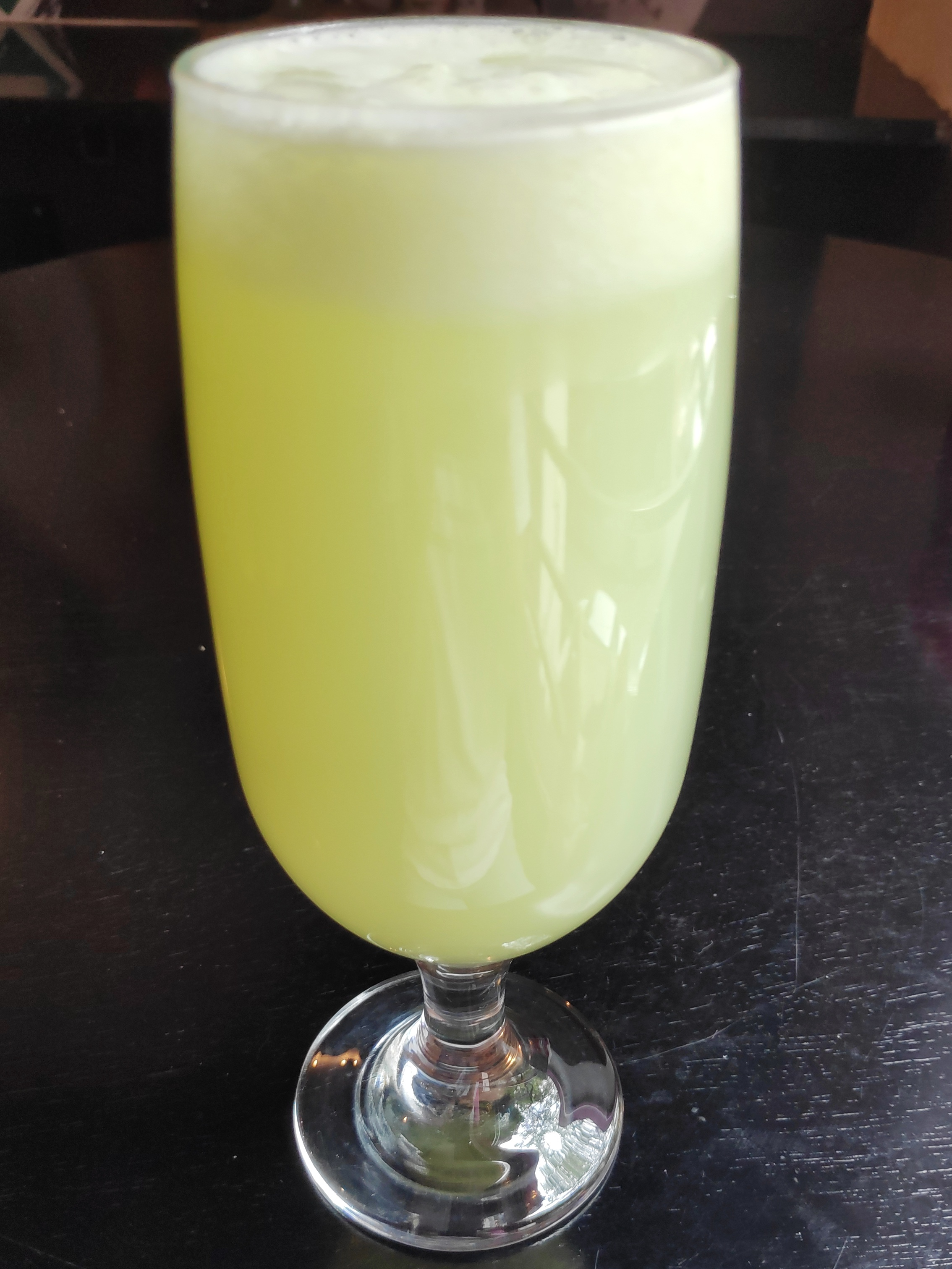
Limonada suíça

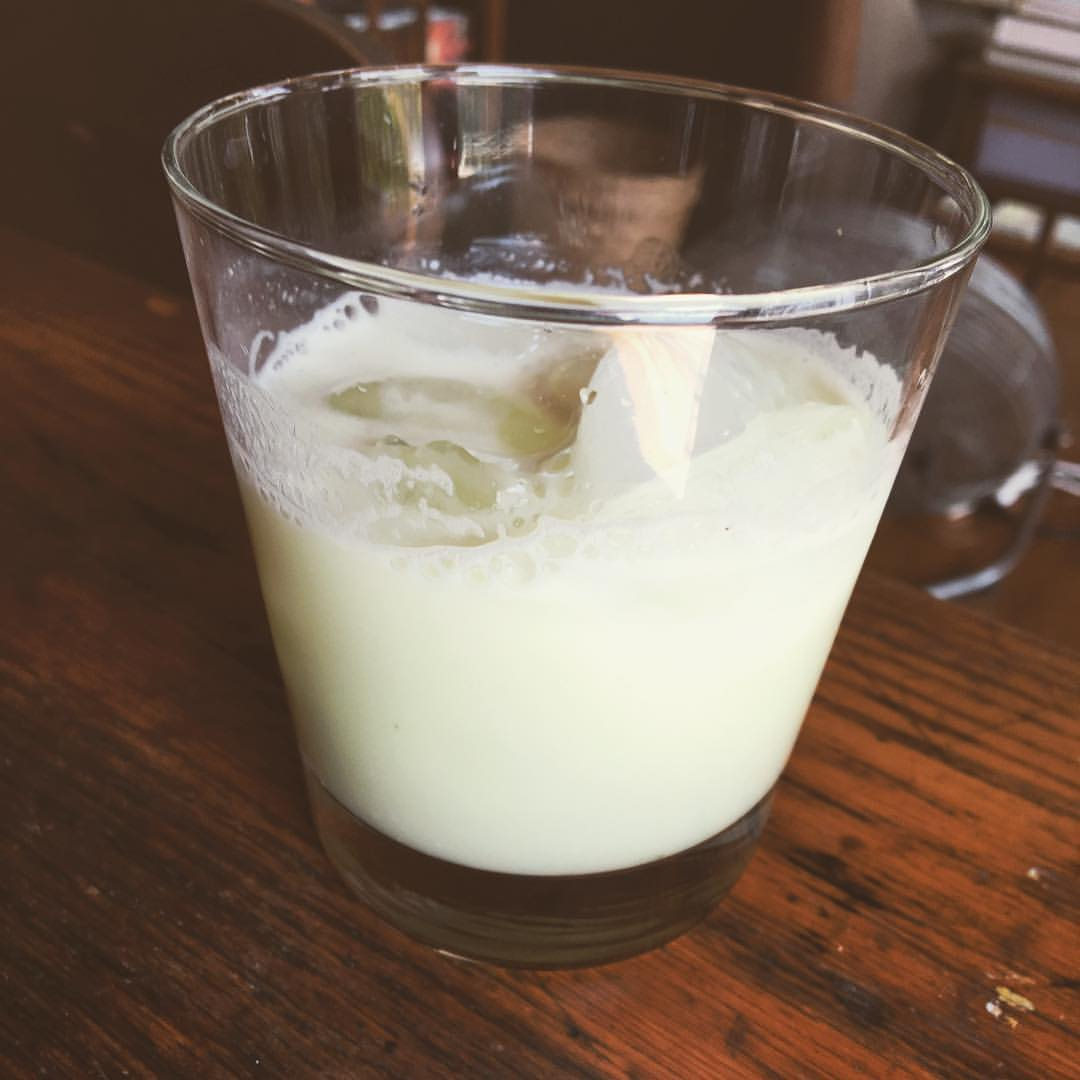
Limonada suíça com leite condensado

Limonada suíça é a limonada brasileira que se prepara com pedaços de limão com casca, cubos de gelo, e água açúcarada. É geralmente batida no liquidificador e depois coada.
Há várias versões de limonada suíça, inclusive com leite condensado.